# فريكاندل

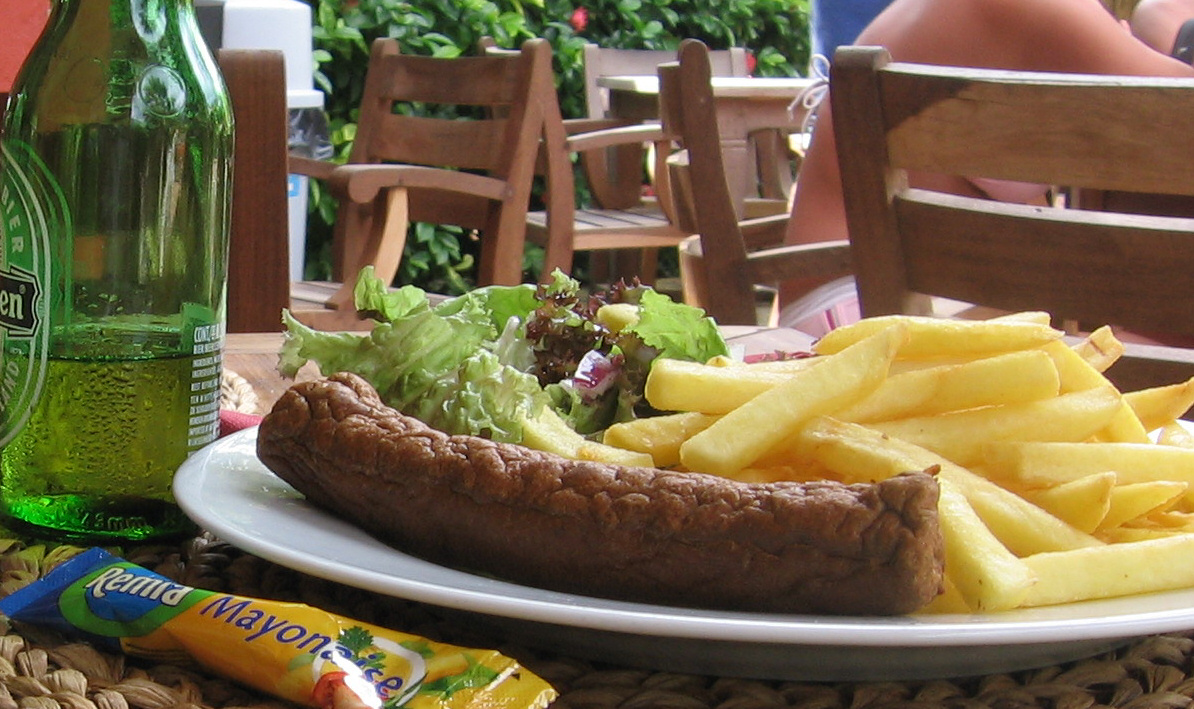
فريكاندل مع البطاطا المقلية والخس والمايونيز

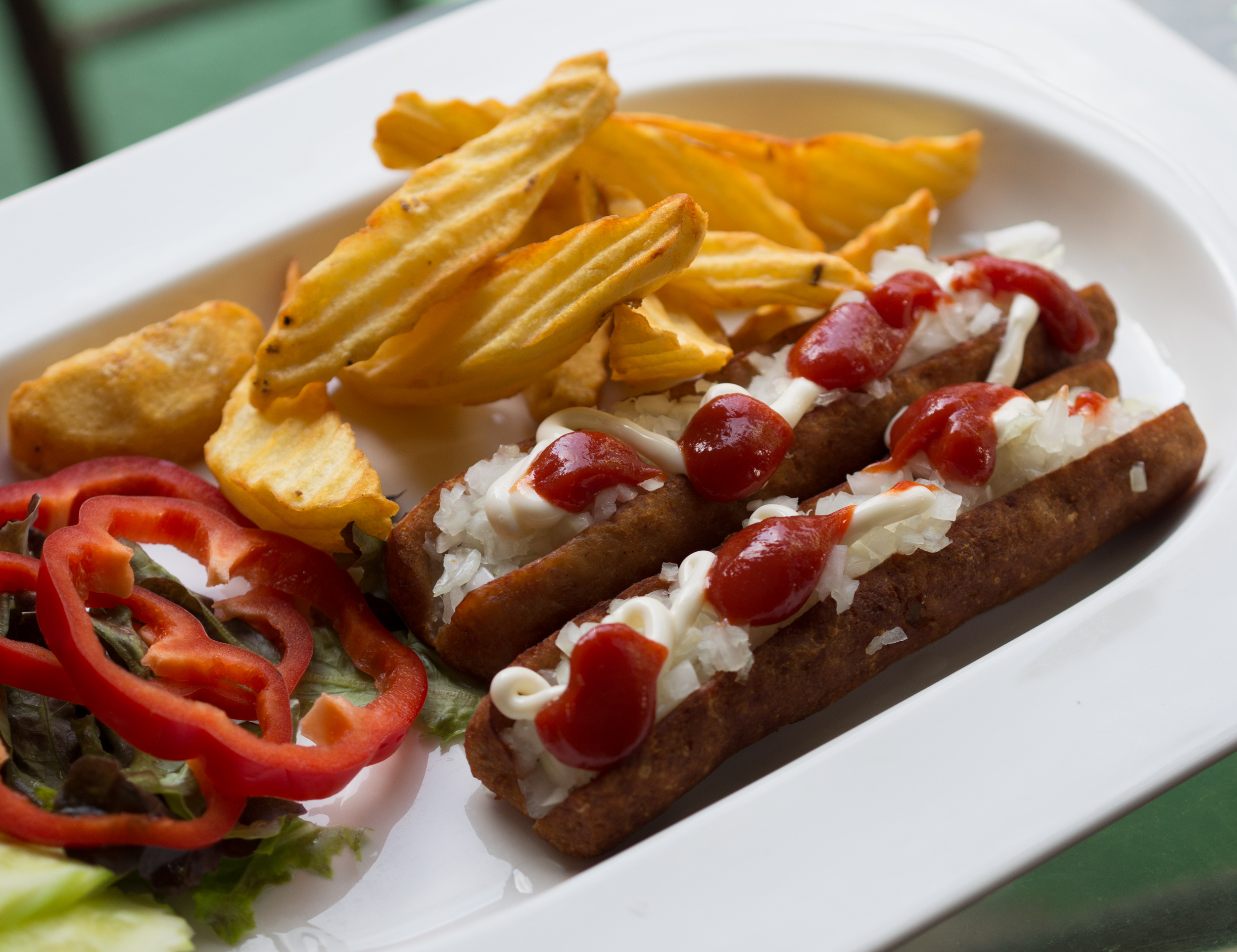
فريكاندل سبيسيال بيتي الصنع مع البطاطا المقلية

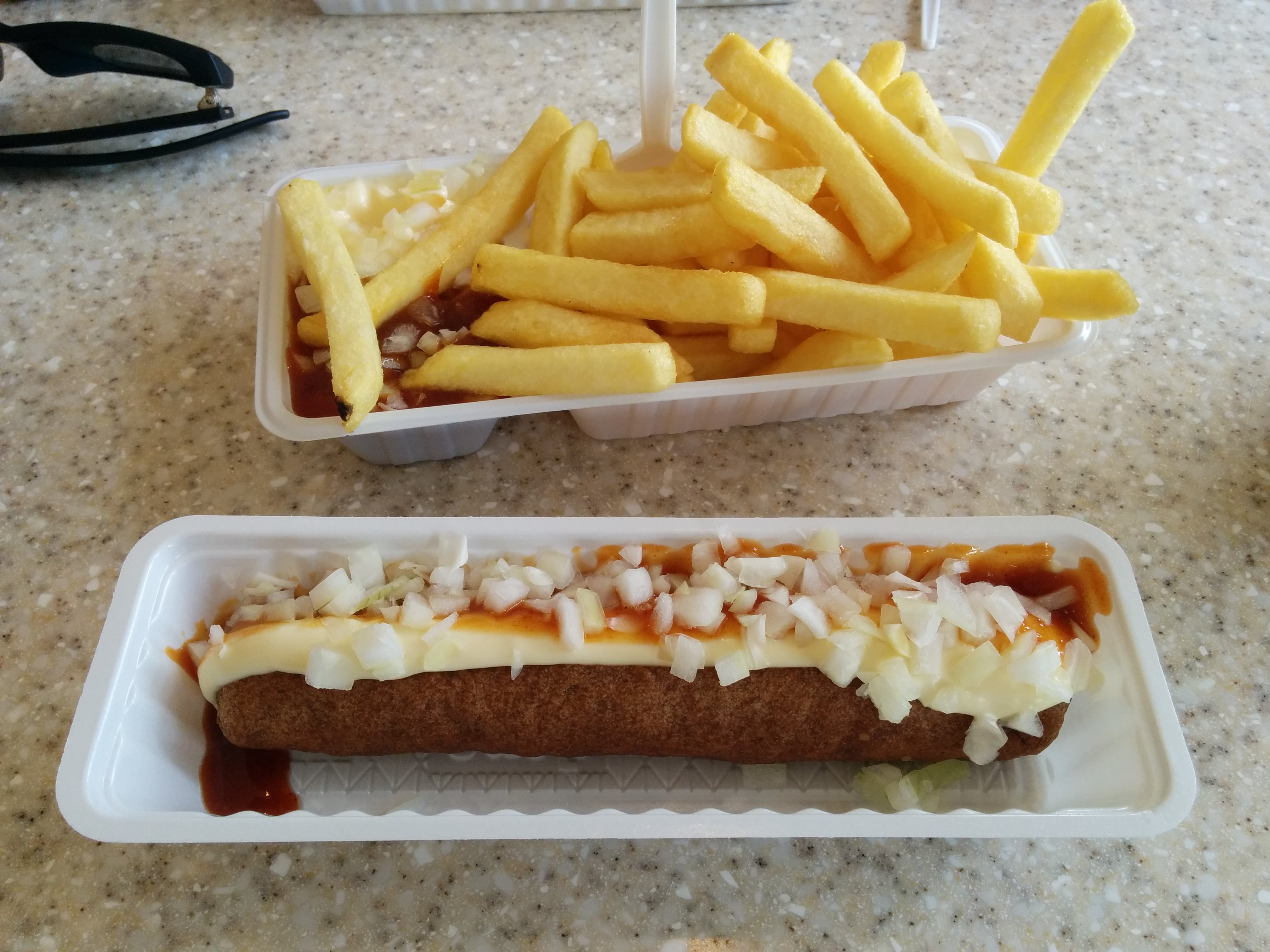
بتات سبسيال وفريكاندل سبيسيال مقدمة في "سناك بار" هولندي

فريكاندل (بالهولندية: Frikandel)   الاستماع هي وجبة خفيفة هولندية وبلجيكية، وهي نوع من أنواع من النقانق من اللحم المفروم. اخترعت الأكلة إما في 1954 أو 1958/1959 م، إما في هولندا أو في بلجيكا، بحسب المصدر.

## الوصف
فريكاندل هي نوع من نقانق اللحم غامقة اللون، طويلة، صلبة، وبلا قشرة.  تؤكل في العادة ساخنة. بخلاف معظم أنواع النقانق، تقلى الفريكاندل. في بلجيكا وشمال فرنسا تسمى "frikadel" أو "fricandelle" أو "fricadelle". في بعض أجزاء من فلاندرز (بلجيكا)، لا سيما حول مدينة أنتويرب،  تسمى كوريوورست "curryworst" (وهي تختلف عن النقانق الألمانية المسماة كوريوورست). في الولايات المتحدة يتم تسويقها تحت  العلامات التجارية "Dutch Dawg" و"Freakandel". بسبب غياب الجلد، يمكن عدم اعتبار الفريكاندل نوعا من أنواع النقانق بمعناها الحرفي. حتى عام 2005 كانت التسمية الرسمية لهذه النقانق في اللغة الهولندية بدون حرف «ن»، إلا أن كلا الاسمين مقبولان، وإن كانت فريكاندل (مع «ن») هي التسمية الأكثر شيوعا. على الرغم من أن كلا الطريقتين صحيحتان، هناك اختلاف طفيف اليوم بين فريكاندل وفريكادل. في بلجيكا فريكادل تعني لحم خنزير مفروم غير مطهو، ونادرا ما تحتوي على أنواع اللحوم الأخرى. فيما تسمى النقانق كوريوورست، يطلق مصطلح فريكادل غالبا على نوع من كرات اللحم المفروم (سلف الفريكاندل المصنوع مع نفس اللحم), والتي تؤكل عادة في بلجيكا وألمانيا والدنمارك.
هناك جدل حول مخترع الفريكاندل. يدعي البعض بأن أول من صنعها هو خيرت دي فرايس في دوردريخت في عام 1954، عندما منعه القانون من بيع منتجه ككرات لحم مفروم. فقام بتغيير الاسم والشكل بدلا من الوصفة. أما البعض الآخر، فيقولون بأنه تم اختراعها من قبل يان بيكرز في دورنه في عام 1958، الذي أسماها «فريكاندل» بعد أن أنشأ مصنع باكرز في العام التالي.
الوصفة الحالية باللحم المفروم ناعما جدا مشتقة من وصفة بيكرز من عام 1958. كانت نقانق دي فرايس من عام 1954 والتي أسماها فريكاديلي (fricadelle) تستخدم لحما مفروما أخشن، وكانت أقرب لفطيرة لحم مفروم على شكل نقانق.
في هولندا وشمال فرنسا وبلجيكا وكوراساو، تتكون الفريكاندل من خليط من اللحوم المفصولة ميكانيكيا، بما في ذلك الدجاج (40% أو أكثر) والخنزير (حوالي 25%)  وأحيانا الحصان (5%).[بحاجة لمصدر] في الولايات المتحدة، تحتوي الفريكاندل على لحم الخنزير (50%) والبقر (35%) والدجاج غير المفصول ميكانيكيا (15%). تضيف بعض الشركات المصنعة القليل من لحم الخيل. هناك نسخة حلال تحتوي فقط على الدجاج ولحم البقر. المكونات الأخرى هي فتات الخبز ومثخن والأعشاب والتوابل والبصل ومحسنات النكهة. الفريكاندل هي الوجبة السريعة الأكثر شعبية في هولندا، تليها الكروكت. وفقا لAKSV (الرابطة العامة لمصنعي لوازم الطبخ والوجبات الخفيفة في هولندا)، تنتج 600 مليون قطعة من النقانق سنويا في هولندا. معظمها تباع في هولندا، حيث يستهلك الفرد ما معدله 37 قطعة في العام.

## التقديم
في هولندا، غالبا ما تقدم مع كاتشب الكاري أو المايونيز، إلا أن البعض يأكله مع كانشب الطماطم أو الخردل أو حتى صلصة التفاح. طريقة شعبية جدا لتقديم الفريكاندل هي مع المايونيز وكاتشب الكاري والبصل المفروم، وتسمى فريكاندل سبيسيال (frikandel speciaal). تقطع الفريكاندل سبيسيال عادة بالطول ليوضع فيها البصل المفروم والصلصات. يفضل البعض طعم الفريكاندل إذا تم شقها قبل القلي، فتزداد مساحة السطح المعرضة للزيت، فتصبح مقرمشة. أحيانا تقدم النقانق في خبزة تسمى برودي فريكاندل (broodje frikandel).
في بلجيكا وشمال فرنسا، تقدم مع خيار من الصلصة، وتباع في طرق متنوعة، مثلا مع البصل أو في كعكة طويلة أو قطعة من الرغيف الفرنسي أو على شكل كباب أو عادية.

## الأصناف
يمكن للفريكاندل أن تباع في علب مع مجموعة من الوجبات الخفيفة الهولندية الأخرى، مثل بيتربالن (bitterballen)، وفي تلك الحالة، غالبا ما يتم تقصير طول القطعة. تقدم كثيرا في المنتجعات السياحية في الخارج التي يقصدها الهولندينون مثل يوريت دي مار.
تقام في هولندا مسابقات أكل فريكاندل بشكل دوري في جميع أنحاء البلاد. تم إحراز الرقم القياسي لأكبر عدد من الفريكاندل في ساعة واحدة في عام 2005 من قبل جوني نورديندي من دلفت، حيث أكل 47 قطعة من 80 غرام.
في العديد من البلدان الأخرى بما في ذلك جنوب أفريقيا، الدنمارك وألمانيا، الفريكادل (بدون «ن») هو الاسم المحلي لنوع من كرات اللحم المفروم أو فطائر اللحم المفرومة مثل تلك المستخدمة في الهامبرغر.